# Antonio Falzon

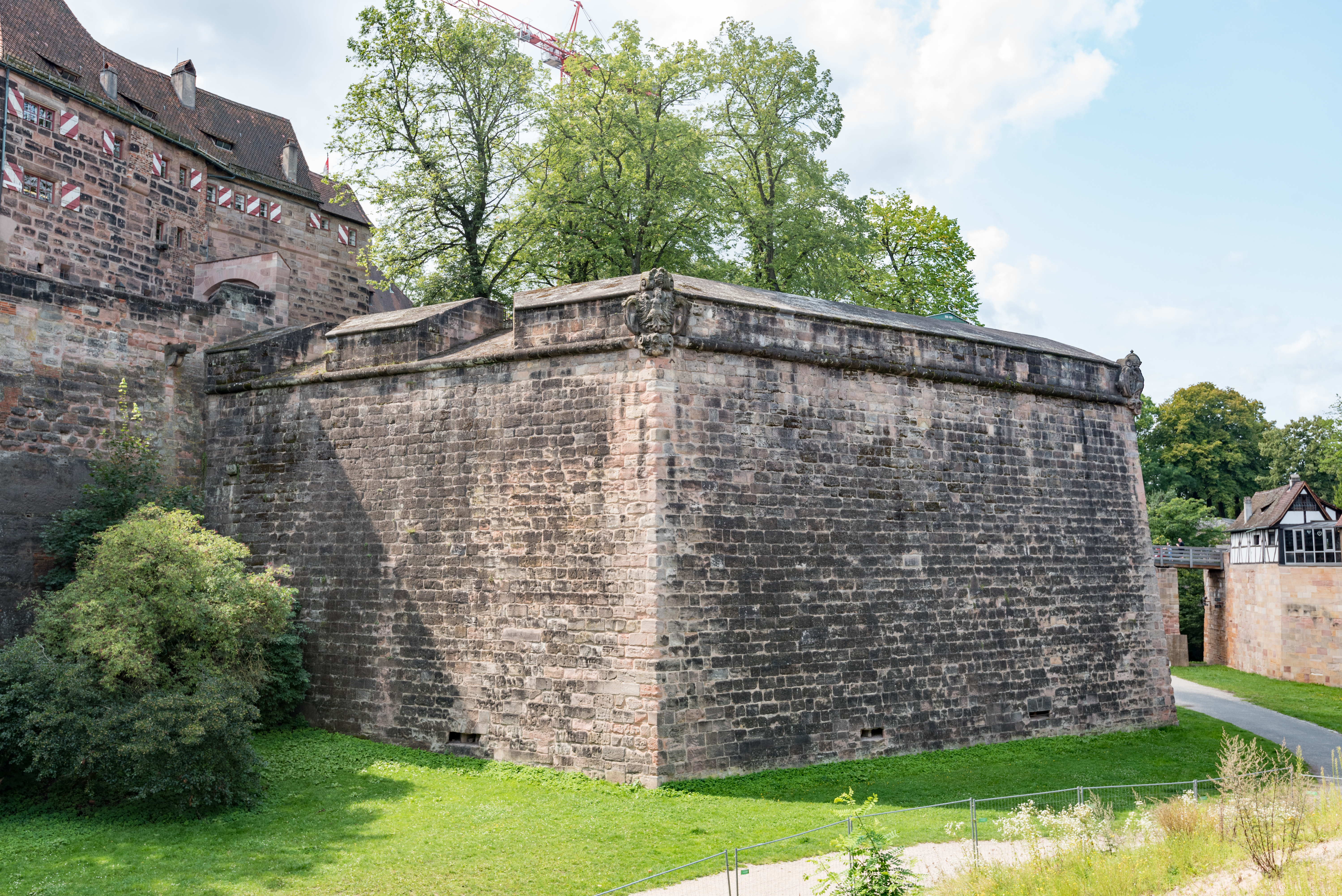
„Burgbasteien” zamku w Norymberdze, zaprojektowany przez Falzona w 1538 r.

Antonio Falzon (fl. 1538–55), znany również jako Fazuni lub w wielu innych wariantach – maltański architekt i inżynier wojskowy, który był pionierem renesansowej architektury militarnej w Europie. Jest on szczególnie znany ze swojej pracy w Norymberdze w Niemczech i przypisuje mu się zaprojektowanie jednych z najwcześniejszych fortyfikacji w formie gwiazdy na północ od Alp. Jest najstarszym znanym architektem maltańskim.

## Kariera
Niewiele wiadomo na temat Falzona, a jego data urodzenia nie jest znana. Falzon mógł spotkać Antonio Ferramolino, włoskiego inżyniera wojskowego w służbie cesarza Karola V, podczas jego wizyty na Malcie w 1535. Mógł towarzyszyć mu na Sycylii, gdzie Ferramolino budował fortyfikacje Mesyny. Falzon prawdopodobnie w latach 1537–38 podróżował do Świętego Cesarstwa Rzymskiego po tym, jak Ferramolino opuścił Sycylię i udał się do Raguzy. Najwcześniejsze znane odniesienie historyczne do niego to seria wywiadów datowanych od 25 do 29 kwietnia 1538, kiedy przedstawił się członkom rady Wolnego Cesarskiego Miasta Norymbergi jako wykwalifikowany artysta, architekt i brygadzista, który wcześniej pracował w służbie Karola V.
Radni byli pod wrażeniem wiedzy Falzona w zakresie inżynierii wojskowej, zwłaszcza że znał włoski system twierdz gwiazd, który zrewolucjonizował europejską architekturę wojskową. Wkrótce potem zlecono mu zaprojektowanie ulepszeń murów miejskich Norymbergi i twierdzy Lichtenau. Prace nad „Burgbasteien” (zwanym także „Fazuni-Bastion” od nazwiska architekta) w pobliżu zamku w Norymberdze rozpoczęły się w lipcu 1538 i zostały ukończone pod koniec 1544 lub w 1545, i są prawdopodobnie najwcześniejszym przykładem bastionowych fortyfikacji w stylu włoskim, jakie kiedykolwiek zbudowano na północ od Alp. W 1546 Falzon zaprojektował też inne części murów miejskich Norymbergi, a także bramy lub fortyfikacje w miastach Lauf an der Pegnitz, Hiltpoltstein i Hersbruck.

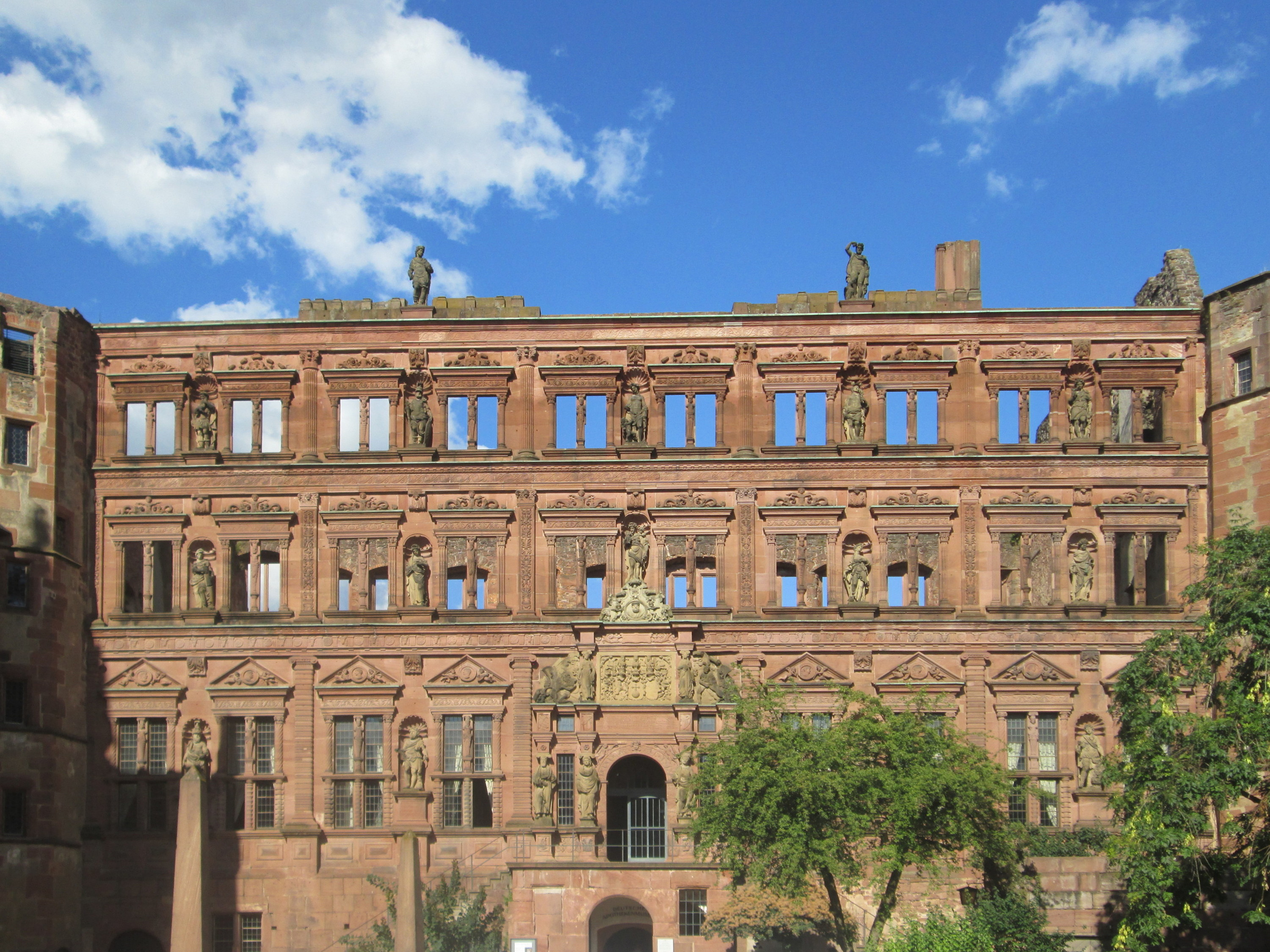
Ruiny Ottheinrichsbau w zamku w Heidelbergu, prawdopodobnie zaprojektowane przez Falzona w latach pięćdziesiątych XVI wieku

Ostatnia wzmianka o Falzonie znajduje się w raporcie z 21 kwietnia 1555, kiedy poprosił on o pieniądze członków rady miejskiej po tym, jak został okradziony we Włoszech. Radni udzielili mu pomocy materialnej, ale stwierdzili, że w tym czasie nie mają dla niego pracy. Nie wiadomo, czy Falzon wrócił do Norymbergi, czy pojechał do Włoch lub na Maltę, ale nie ma go w żadnych późniejszych zapisach. Spekulowano, że udał się do palatynatu reńskiego, gdzie mógł zaprojektować Ottheinrichsbau w zamku w Heidelbergu, chociaż nie ma tam bezpośrednich dowodów na poparcie tego przypuszczenia. Zamek Piastów Śląskich w Brzegu, który został zbudowany w latach 1547–53 w księstwie brzeskim, jest czasami przypisywany Falzonowi ze względu na podobieństwa stylistyczne z Ottheinrichsbau. Architektem Piastenschloss jest Włoch o nazwisku Antonio di Teodoro, prawdopodobnie odnoszący się do Falzona.
Niektórzy niemieccy historycy określają Falzona mianem „człowieka renesansu” ze względu na jego zainteresowanie wieloma dziedzinami. Wydaje się, że był on zdolny do projektowania i tworzenia narzędzi i instrumentów, jemu przypisuje się również wprowadzenie do Niemiec medali upamiętniających budowę nowego budynku podczas prac nad fortyfikacjami w Norymberdze. Próby rozszerzenia przez Falzona swojej działalności na obszary inne niż inżynieria wojskowa, doprowadziły do sporów z potężnymi gildiami miasta. Wiadomo również, że miał wiele sporów i starć z władzami lub swoimi pracownikami, i został opisany jako arogancki.

## Dziedzictwo
Falzon jest najwcześniejszym znanym architektem maltańskim, poprzedzającym bardziej znane postacie, takie jak Girolamo Cassar i Tommaso Dingli. Był przeoczany przez maltańskich historyków aż do początku XXI wieku, prawdopodobnie dlatego, że większość dokumentów dotyczących niego można znaleźć tylko w niemieckich archiwach i bibliotekach. Wielu niemieckich historyków zidentyfikowało Falzona jako Włocha, ale on sam określał siebie jako Maltańczyka i Falzon było nazwiskiem maltańskiej rodziny szlacheckiej. Jego nazwisko występuje w niemieckich źródłach archiwalnych w wielu różnych odmianach, w tym Faissant, Fazuni, Vazuni, Falsone, Vascani i Faggioni, a jego prawdziwe nazwisko prawdopodobnie brzmiało Falzon lub Fauczun.